# مجول المصرب العنزي
مجول المصرب العنزي هو أحد شيوخ قبيلة عنزة في الشام من المصاربة من السبعة، ذكرت قصته في عدد من الكتب العربية والإنجليزية مع السيدة الإنجليزية جين ديغبي التي أصبحت فيما بعد زوجته. تم تصوير حياة مجول المصرب في مسلسل سحر الشرق المنتج عام 2001 الذي يتناول عن قصة حياة المستشرقة الليدي جين ديغبي التي تفتن بالشرق وتتزوج من الشيخ مجول المصرب.

## زواجه من جين ديغبي

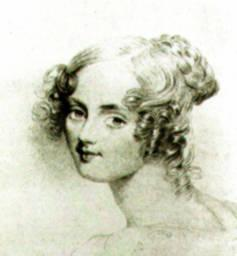
الليدي جين ديغبي زوجة مجول

عام 1268 هـ/1852 م، زارت جين ديغبي الشام، في وقت كانت عشيرة المصرب مسيطرة على طريق البادية من حمص ودمشق إلى تدمر التي كانت مقصداً للسياح الأجانب فتتكفل هذه العشيرة بإيصالهم وإرجاعهم بأمان بمقابل مادي فرافقها في رحلتها الشيخ (مجول المصرب) بقافلة من الفرسان، وفي الطريق وعند وصول القافلة إلى موقع يسمى وادي المنصف قرب بلدة أرك، داهم القافلة غزو من العربان فخافت السيدة خوفاً شديداً وأخذت بالصراخ والاستغاثة، طمأن مجول النبيلة الإنجليزية وأخبرها أنها في مأمن ما دام هو في ركابها ودهشت لما أبداه من ضروب الشجاعة والفروسية في رد الغزو فوق ما ازدان به من جمال الهيئة وحسن الفتوة، وبدأت قصة حب بينهما فتزوجا رغم أنه يصغرها بعشرين سنة.
أقامت جين دغبي مع زوجها في نواحي البادية في صحراء تدمر فترة من الزمن امتدت إلى خمس عشرة سنة عاشت خلالها حياة ربما كانت تتوق إليها عوضاً عن حياة القصور الفارهة في أوروبا التي لم تشعرها بالسعادة لقد وجدت سعادتها بين العرب في احترام زوجها وطاعته وفي ارتداء الثياب البدوية وفي المشي حافية القدمين وفي حلب الناقة وجلب الحطب وخض الحليب وقضت وقتها في مداواة المرضى والعناية بالخيل وإرشاد النساء فحازت إعجاب البدو ولكن كان أشد ما لفت أنظارهم إليها جمالها وبياض بشرتها حتى سموها (أم اللبن) ثم (الموضي)، ولم تقم هذه (الموضي) خلال هذه الفترة بزيارة بلدها إلا مرة واحدة عام 1256 م ولم تكررها إلى وفاتها.
والحقيقة أن السيدة دغبي بصفة عامة عاشت حياة البادية كأهلها ملتزمة بعادات وتقاليد الصحراء حتى أنها كانت تمتلك رعية من الإبل يقدر عددها ب 250 يقوم عليها مجموعة من الرعاة في بادية الشام و، كانت كسائر البدو تضع وسماً خاصاً يميز إبلها كما أشارت تقارير قنصل الإنجليز في دمشق في 9 آذار، 1861، ولكن إبلها تعرضت إلى غزو من إحدى القبائل فنهبوها، فقامت السيدة بالشكوى للوالي العثماني في الشام مطالبة الدولة بالتعويض بثمن الإبل الذي يقدر ب 250000 قرش لأنها المسؤولة عن الحماية فيقوم الوالي بإرسال الجند لمهاجمة تلك القبيلة واستعادة بعض إبل السيدة التي تحمل وسمها.
ولكن هذه السيدة بعد وصولها إلى خريف العمر رغبت الإقامة في دمشق إلا أن مجول أقنعها بالسكن في حمص معتذراً عن دمشق نظراً لوجود خلاف بين عشيرته وبين قبائل الشام. فوافقته، فابتاعا في حمص داراً وسكنا فيها سنة واحدة ثم رغبت بالسكن خارج المدينة فعملا على شراء بستان خارج السور كان مزروعاً بأشجار المشمش والرمان والتين والعنب مع بركة ماء ودولاب هوائي لسحب المياه من البئر وقاما فيه ببناء منزل كبير عرف (بقصر مجول) أقام مجول وزوجته ثلاث سنوات في حمص (1867-1869 م) ثم انتقلا إلى دمشق وابتاعت فيه منزلاً وبستاناً جميلاً وهو المنزل الذي زارتها فيه (الليدي آن بلنت) عام 1879 م وكانت تقضي فصل الصيف في هذا المنزل في حين لم تنقطع عن البادية في الأوقات الأخرى وبقيت (جين دغبي) مخلصة لزوجها مدة زواجها به التي شارفت على الثلاثين عاماً لم تراسل خلالها أحداً من أهلها سوى شقيقها، وتوفيت في مرض الكوليرا في 11 آب، 1881 ودفنت في مقبرة البروتستانت في دمشق وكتب على قبرها بالعربية: (مدام دغبي المصرب) وعاش مجول بعدها ست سنوات حيث توفي سنة 1887 م.

## وصلات خارجية
- الليدي جين دغبي حرم شيخ العشيرة
- قصة “مجول المصرب” أشهر أمراء بادية حمص في القرن التاسع عشر